# Hipótesis del universo matemático
En física y cosmología, la hipótesis de universo matemático (HUM), también conocida como la Unidad Definitiva, es una teoría del todo especulativa propuesta por el cosmólogo Max Tegmark.

## Descripción
La hipótesis del universo matemático de Tegmark establece: Nuestra realidad física externa es una estructura matemática. Es decir, el universo físico es Matemática, en un sentido bien definido, y «en aquellos universos lo suficientemente complejos como para contener subestructuras autoconscientes, se da lugar al fenómeno de que tales subestructuras perciban subjetivamente un entorno propiamente holográfico al que llamarían mundo físicamente real».
La hipótesis sugiere que el multiverso es idéntico a las verdades lógicas de todos los mundos posibles: conjuntos diferentes de ecuaciones, constantes físicas y condiciones iniciales y sus infinitas combinaciones. Tegmark elabora la HUM en la Hipótesis del Universo Computable (HUC), el cual postula que todas los teoremas matemáticos computables (en el sentido de Gödel) (existen) por necesidad lógica.
La teoría puede ser considerada una forma de pitagorianismo o platonismo, en el sentido de que postula la existencia de entidades matemáticas. Sin embargo, a diferencia del dualismo propio del platonismo en el cual se distingue entre las ideas puras y la materia, HUM es una forma de monismo matemático que niega la existencia de otras cosas además de las matemáticas: para HUM la materia es reducible a matemáticas. Es una expresión formal de realismo estructural óntico.
Tegmark afirma que la hipótesis no tiene parámetros libres y no puede ser descartada observacionalmente. Así, razona, es preferible sobre otras teorías-del-todo por la Navaja de Occam. Sugiere que la experiencia consciente tomaría la forma de «subestructuras matemáticas autoconscientes» que existen en un mundo «físicamente» real.
La hipótesis está relacionada al principio antrópico y a la categorización de Tegmark de los cuatro niveles del multiverso. Andreas Albrecht de la Escuela Imperial de Londres la llamó una "provocativa" solución para uno de los problemas centrales de la física. A pesar de que "no se atrevería" a ir tan lejos como para decir cree en la misma, también notó que «es de hecho bastante difícil construir una teoría donde todo lo que vemos es todo lo que hay».

## Libros importantes
- Nuestro Universo Matemático: escrito por Max Tegmark y publicado el 7 de enero de 2014, este libro describe la teoría de Tegmark.